# Kanuty Rusiecki

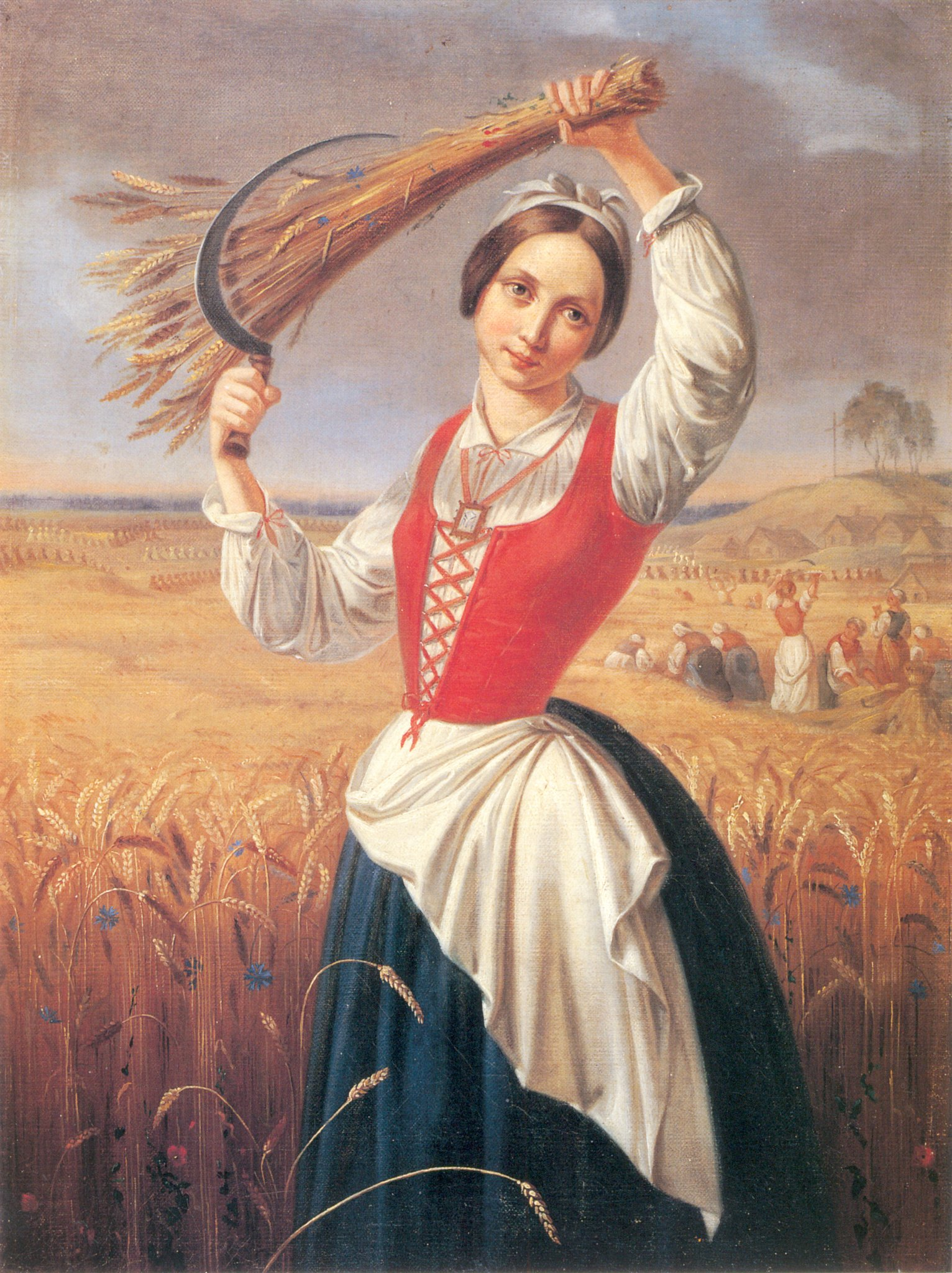
Żniwiarka, 1844

Kanuty Rusiecki (ur. 10 lutego 1800 w Stebiakach, zm. 21 sierpnia 1860 w Wilnie) – polski malarz.

## Życiorys
Kanuty Rusiecki urodził się we wsi Stebiaki w powiecie poniewieskim, w guberni kowieńskiej. Pochodził z rodziny szlacheckiej: był synem Jana, wileńskiego sędziego grodzkiego i Teresy z Romanowiczów. W 1816 rozpoczął studia na Uniwersytecie Wileńskim: początkowo na Wydziale Prawa oraz architekturę na Wydziale Matematyczno-Fizycznym. W 1818 wstąpił na Oddział Sztuk Pięknych pod kierunkiem Jana Rustema i Saundersa odtąd całkowicie poświęcił się sztuce. Podczas studiów był związany z kręgiem filomatów. Kształcił się później za granicą, w Paryżu (École nationale supérieure des beaux-arts, 1821–1822) i od 1823 w Rzymie (Akademia Świętego Łukasza). Podczas studiów w Rzymie, będąc nieformalnym przywódcą tamtejszych polskich artystów, jako pierwszy przedstawił program polskiego malarstwa romantycznego. Powróciwszy do Wilna w 1831 udzielał prywatnych lekcji rysunku. W 1834 został nauczycielem w Wileńskim Instytucie Szlacheckim.
Był żonaty z Antoniną Czerwińską, mieli pięcioro dzieci: Annę, Bolesława (również malarza), Tadeusza, Michała i Prospera. Został pochowany na cmentarzu Bernardyńskim w Wilnie.

## Twórczość
Malował obrazy religijne, akwarelowe portrety, krajobrazy, sceny rodzajowe. Kopiował też malarstwo włoskie i naśladował artystów włoskiego Renesansu. Z okresu studiów zagranicznych pochodzą dzieła oparte na motywach mitologicznych i religijnych, studia portretowe oraz pejzaże Rzymu i okolic.
W swoich obrazach wprowadził manierę znacznej stylizacji poprzez stosowanie wyraźnego rysunku i gładkiej powierzchni, ale tworzył również sumiennie traktowane portrety.

## Spuścizna
Po śmierci artysty jego syn Bolesław zachował zawartość pracowni, a w 1913 roku przekazał muzeum wileńskiemu. Nie jest znany los większości dużych obrazów z kolekcji prywatnych oraz rozsianych po kościołach litewskich. Zdaniem Vladasa Drëmy (autora jego biografii) zabrakło najlepszej, najważniejszej części jego dorobku artystycznego.